# Псевдоневротическая шизофрения
Псевдоневроти́ческая шизофрени́я, неврозоподо́бная шизофрени́я, иногда шизоневро́з — форма шизофрении, проявляющаяся психопатологическими симптомами, напоминающими невротические (фобии, деперсонализация, обсессии (навязчивости), субдепрессия, ипохондрия).

## История
Понятие псевдоневротической шизофрении ввели Пол Хох и Филипп Полатин в 1940-х годах.

## Основное описание
Отличие псевдоневротической шизофрении от невротических расстройств заключается в том, что симптомы не связаны с психотравмирующей ситуацией или преморбидными особенностями личности. Проявления расстройства возникают внезапно и со временем нарастают, то есть характерно прогредиентное течение. Навязчивости при псевдоневротической шизофрении алогичны, пациенты могут бояться, к примеру, что «зубы провалятся в десну» или «кровь свернётся в сосудах».
Н. И. Фелинская (1979) описывала характерное сочетание неврастеноподобной симптоматики с дисморфофобией и навязчивостями, а навязчивости — с ипохондрией. Неврозоподобным синдромам при этом часто не соответствуют преморбидные особенности больных, при астенических жалобах наблюдается отсутствие явлений повышенной истощаемости, астеноподобные состояния трудно отличить от нарастающей апатизации.

## Классификация
В международной классификации болезней 9-го пересмотра (МКБ-9) неврозоподобная шизофрения относилась к рубрике 295.5 — латентная (вялотекущая, малопрогредиентная) шизофрения. 295.51 — вялотекущая шизофрения с неврозоподобной и психопатоподобной симптоматикой.
В МКБ-10 диагностическая рубрика F21.3 псевдоневротическая (неврозоподобная) шизофрения — подтип шизотипического расстройства.

## Терапия
Для лечения применяются антипсихотические средства и антидепрессанты.